# سازمان غذا و دارو (ایران)
سازمان غذا و دارو ایران یک سازمان دولتی زیرمجموعهٔ وزارت بهداشت، درمان و آموزش پزشکی است که در ۱۵ اسفند ۱۳۸۹ در شورای‌عالی اداری تصویب و تشکیل شد. مسئولیت این سازمان بر عهدهٔ معاون غذا و داروی وزارت بهداشت می‌باشد.
شیوه‌های حمایت از سلامت مردم در مواجهه با فراورده‌های آرایشی و بهداشتی و نیز مواد غذایی فرایند شده و راهکارهای کاهش انگیزه‌های قاچاق، و جلوگیری از قاچاق با پیگرد جعل آرم وزارت بهداشت روی لوازم بهداشتی و آرایشی، از سوی سازمان غذا و دارو مورد بررسی قرار دارد و نظارت و کنترل وضعیت با کمک مجامع صنفی و ارگان‌های ذی‌ربط ازجملهٔ اقدامات سازمان غذا و داروی ایران می‌باشد.

## وظایف
بر اساس مصوبه شورای عالی اداری، وظائف این سازمان عبارتند از:
- تدوین و ارائه سیاست‌ها، برنامه‌ها و خط‌مشی‌های دارویی، غذایی، آشامیدنی، آرایشی، بهداشتی، بیولوژیک، شیر خشک، تجهیزات، اقلام و ملزومات پزشکی مصرفی و غیر مصرفی و اقلام بسته‌بندی و اسباب‌بازی.
- تعیین، تدوین و اعلام ضوابط، ویژگی‌ها و مقررات مربوط به واردات، صادرات، تهیه، تولید، انبارش، حمل و نقل، توزیع، عرضه و انهدام مواد، محصولات و فراورده‌های یادشده.
- تعیین، تدوین و اعلام ضوابط و ویژگی‌های مربوط به ارزیابی و کنترل بر برنامه‌ها و خدمات واحدهای دارویی، غذایی، آشامیدنی، آرایشی، بهداشتی، ملزومات و تجهیزات پزشکی و اقلام بسته‌بندی و اسباب‌بازی.
- صدور، تمدید و لغو موقت و دائم پروانه مؤسسات تولیدی، وارداتی، نگهداری، حمل و نقل، عرضه و توزیع دارویی، تولیدی مواد خوراکی، آشامیدنی، آرایشی، بهداشتی، تجهیزات و ملزومات پزشکی مصرفی و غیر مصرفی.
- صدور پروانه‌ها و مجوزهای بهداشتی ساخت و ورود مواد، فراورده‌ها و اقلام یادشده.
- تعیین شرایط صدور، تمدید، لغو موقت و دائم مجوزها و پروانه‌های آزمایشگاه‌های کنترل غذا و دارو.
- تعیین مبانی خدمات دارویی و آزمایشگاهی و تعیین تعرفه‌های دولتی و خصوصی مربوط.
- احیا مصرف داروهای گیاهی و گسترش استفاده از آن.
- تهیه، خرید و تأمین دارو، شیرخشک، تجهیزات و اقلام پزشکی در جهت تأمین و تحویل اقلام ضروری بازار از طریق منابع داخلی و خارجی.
- سیاست‌گذاری، برنامه‌ریزی و اجرای تحقیقات مرتبط با کنترل، آزمایش و ارتقای کیفیت اقلام موضوع این مصوبه.

با توجه به نیاز این سازمان به بازرسان آموزش دیده از سال ۱۳۹۰، دانشکده داروسازی دانشگاه علوم پزشکی تهران آغاز به تأسیس رشته نظارت بر امور دارویی در مقطع کارشناسی ارشد نمود.
رشته نظارت بر امور دارویی یک رشته بین رشته‌ای در مقطع کارشناسی ارشد می‌باشد که زیرمجموعه ای از کنترل و تضمین کیفیت دارو می‌باشد. هدف از ایجاد این رشته تربیت دانشجویان برای تأمین بازرسان سازمان غذا و دارو و معاونت‌های زیر مجموعه آن و کارشناسان تضمین کیفیت در بخش صنعت داروسازی می‌باشد، که پیش از این، نیاز به این افراد در بخش دارویی احساس می‌شد.
دانشجویان این رشته در طی دوران تحصیل خود با اصول بهینه تولید(GMP)، ضوابط و قوانین دارویی در تمام مراجع معتبر دارویی، ساخت و تهیه پرونده جامع دارویی، اصول ممیزی و بازرسی در حوزهٔ دارو آشنا می‌شوند.
اولین ورود دانشجویان این رشته در سال ۱۳۹۰ در دانشکده داروسازی دانشگاه علوم پزشکی تهران اتفاق افتاد و اولین فارغ‌التحصیل این رشته آقای علیرضا سیمی، با کسب رتبهٔ اول و دفاع از پایان‌نامه خود در سال ۱۳۹۳ با موضوع ضوابط کنترل کیفی فراورده‌های حاصل از مهندسی بافت و سلول درمانی این دوره را به پایان رسانید.
سازمان غذا و دارو با همکاری پلیس نیروی انتظامی، اصناف مرتبط و گمرکات ایران کنترل و جلوگیری از تقلب و قاچاق در لوازم آرایشی و بهداشتی، تجهیزات پزشکی و داروها را به‌انجام می‌رسانند.

## زیرمجموعه‌ها

### اداره دارو، مواد غذایی و آشامیدنی، آرایش و بهداشتی، مکمل و فرآورده‌های طبیعی
وظیفه اصلی این اداره نظارت بر تولید، کنترل، صدور مجوزهای بهداشتی محصولات غذایی و آشامیدنی، آرایش و بهداشتی تولید داخل و وارداتی به‌منظور اطمینان از کیفیت و ایمنی و سلامت محصول مطابق با معیارهای ملی مصوب و ضوابط جاری وزارت بهداشت، درمان و آموزش پزشکی می‌باشد.

### اداره کل آزمایشگاه‌های مرجع کنترل غذا، دارو و تجهیزات پزشکی
مرکزی دولتی است که در سال ۱۳۴۲ به‌منظور کنترل فرآورده‌های غذایی و دارویی زیر نظر وزارت بهداشت بهداری سابق تأسیس شده‌است. با ایجاد تغییرات تشکیلاتی در وزارت بهداشت درمان و آموزش پزشکی که موجب ایجاد معاونت غذا و دارو به صورت مستقل شد، این مجموعه تحت عنوان اداره کل آزمایشگاه‌های کنترل غذا و دارو شامل آزمایشگاه کنترل مواد غذایی، آرایشی و بهداشتی، دارویی و فرآورده‌های بیولوژیک، تجهیزات و ملزومات پزشکی، مکمل و گیاهان دارویی حدود ۲۰۰ نفر کارشناس و متخصص در رشته‌های مختلف غذایی، دارویی، آرایشی و بهداشتی و ملزومات و تجهیزات پزشکی و حضور ۲۵ نفر عضو هیئت علمی ثابت و تعدادی عضو هیئت علمی مشاور از دانشگاه و مراکز تحقیقاتی به فعالیت خود در این اداره کل ادامه داده می‌دهد.
این مرکز هم‌اکنون با گسترش دامنهٔ عملکرد، در زمینه‌های مختلف کنترل کیفیت فرآورد ه‌های غذایی، دارویی، بیولوژیک، آرایشی و بهداشتی، مکمل‌ها و فرآورده‌های طبیعی، ملزومات و تجهیزات پزشکی به‌منظور اطمینان از انطباق ویژگی‌ها و معیارهای ایمنی و سلامت با استانداردهای ملی و بین‌المللی فعالیت دارد.
در سال ۱۳۸۹ با تصویب تأسیس سازمان غذا و دارو وابسته به وزارت بهداشت، این مجموعه تحت عنوان مرکز آزمایشگاه‌های مرجع کنترل غذا و دارو با مسئولیت حقوقی سازمان غذا و دارو در تشکیلات این سازمان تعریف شد. در حال حاضر علاوه بر آزمایشگاه‌های کنترل کیفیت فرآورده‌های غذایی، دارویی، بیولوژیک، آرایشی و بهداشتی، مکمل‌ها و فرآورده‌های طبیعی، ملزومات و تجهیزات پزشکی، با تأسیس آزمایشگاه‌های جدید مانند نانو تکنولوژی، کنترل کیفیت فرآورده‌های ژن‌تراپی، سل‌تراپی و هیستولوژی گوشت،GMO)) تراریخته توسعه بیشتری یافته‌است.

## گرسنگی پنهان
گرسنگی پنهان به‌مفهوم عدم احساس گرسنگی به‌دلیل مصرف فراورده‌های نشاسته‌ای سیرکننده اما فاقد توانایی لازم برای برطرف‌کردن همۀ نیازهای بدن انسان می‌باشد. این پدیده بیشتر به‌صورت کمبود آمینواسیدهای ضروری، کمبود آهن، کمبود ویتامین‌ها و کمبود اسیدهای چرب ضروری می‌باشد که در بیشتر موارد منجر به انواع بیماری‌ها، اختلالات رشدی، کم‌خونی، کندذهنی، اختلالات روانی، اختلالات عصبی و همچنین آسیب‌پذیری دربرابر میکروب‌های بیماری‌زا می‌گردد.
در ایران اکنون میانگین مصرف گوشت هر ایرانی شش کیلوگرم در سال و برای خانوارهای کارگران سه کیلوگرم در سال است که ۶۰ درصد از میانگین جهانی پایین‌تر و یک‌چهاردهم میانگین میزان مصرف سرانۀ گوشت در کشورهای توسعه‌یافته است. در لبنیات نیز مصرف سرانۀ هر ایرانی ۵۰ تا ۶۰ کیلوگرم در سال است که ۷۰ درصد کمتر از میانگین جهانی است. این میزان در کشورهای توسعه‌یافته میان ۲۴۰ کیلوگرم در سال تا ۴۳۰ کیلوگرم در سال متغیر است. بنابراین مصرف سرانه در ایران یک‌هشتم تا یک‌پنجم کشورهای توسعه‌یافته می‌باشد.
در مقابل میانگین مصرف سرانۀ گندم، به‌ازای هر ایرانی سالانه ١۶٧ کیلوگرم است که سه‌برابر مصرف گندم سرانه در کشورهای توسعه‌یافته است. همچنین میانگین سرانۀ مصرف برنج در ایران نیز ۳۶ کیلوگرم در سال است که ۶ تا ۶٫۵ برابر سرانۀ کشورهای اروپایی است.

## معاونین ریاست و سرپرستان بخش‌ها
| معاون وزیر بهداشت و رئیس سازمان                          | سیدحیدر محمدی      | |
| -------------------------------------------------------- | ------------------ | --- |
| مدیرکل امور دارو و مواد تحت کنترل                        | دکتر پیکان پور     | |
| مدیرکل امور فراورده‌های غذایی و آشامیدنی                  | دکتر آل بویه       | |
| مدیرکل فراورده‌های طبیعی، سنتی و مکمل                     | دکتر رستمی         | |
| مدیرکل تجهیزات پزشکی                                     | مهندس شاهمرادی     | |
| مدیرکل امور فرآورده‌های آرایشی و بهداشتی                  | دکتر آل بویه       | |
| مدیرکل آزمایشگاه‌های مرجع کنترل غذا، دارو و تجهیزات پزشکی | مهدی انصاری دوگاهه | |
| مدیر کل دفتر نظارت و پایش فرآورده‌های سلامت               | دکتر جهانگرد       | |
| معاون توسعه، مدیریت و منابع انسانی سازمان                | دکتر میرزازاده     | |
| سرپرست دفترحقوقی سازمان                                  | دکتر جواد حاضری    | مدیر روابط‌عمومی محمد هاشمی نمایشگاه بین‌المللی ایران هلث و فارمکس از جمله نمایشگاه‌هایی هستند که با مجوز و تحت نظر سازمان غذا و دارو برگزار می‌شوند. دومین نمایشگاه سلامت بنیان 1. 2. 3. 4. 5. 6. 7. 8. 9. 10. 11. 12. 13. 14. 15. 16. 17. 18. 19. 20. 21. 22. 23. 24. 25. - وبگاه رسمی - خبرگزاری سازمان غذا و دارو - قیمت‌گذاری دارو پس از چند دهه هنوز مسئله حل نشدنی باقی مانده‌است |